# Patrick O'Neal

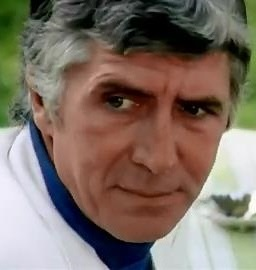
Patrick O'Neal

Patrick O'Neal (n. 26 septembrie 1927, Ocala⁠(d), Florida, SUA – d. 9 septembrie 1994, New York City, New York, SUA) a fost un actor american de film și televiziune.